# Академічний музично-драматичний театр імені Лесі Українки міста Кам'янського
Академічний музично-драматичний театр імені Лесі Українки міста Кам'янського — академічний драматичний театр розташований у будівлі колишньої Народної аудиторії, збудованої в 1900 році в селищі Кам'янському за часів господарювання директора-розпорядника Дніпровського металургійного заводу Ігнація Ясюковича.

## Історія

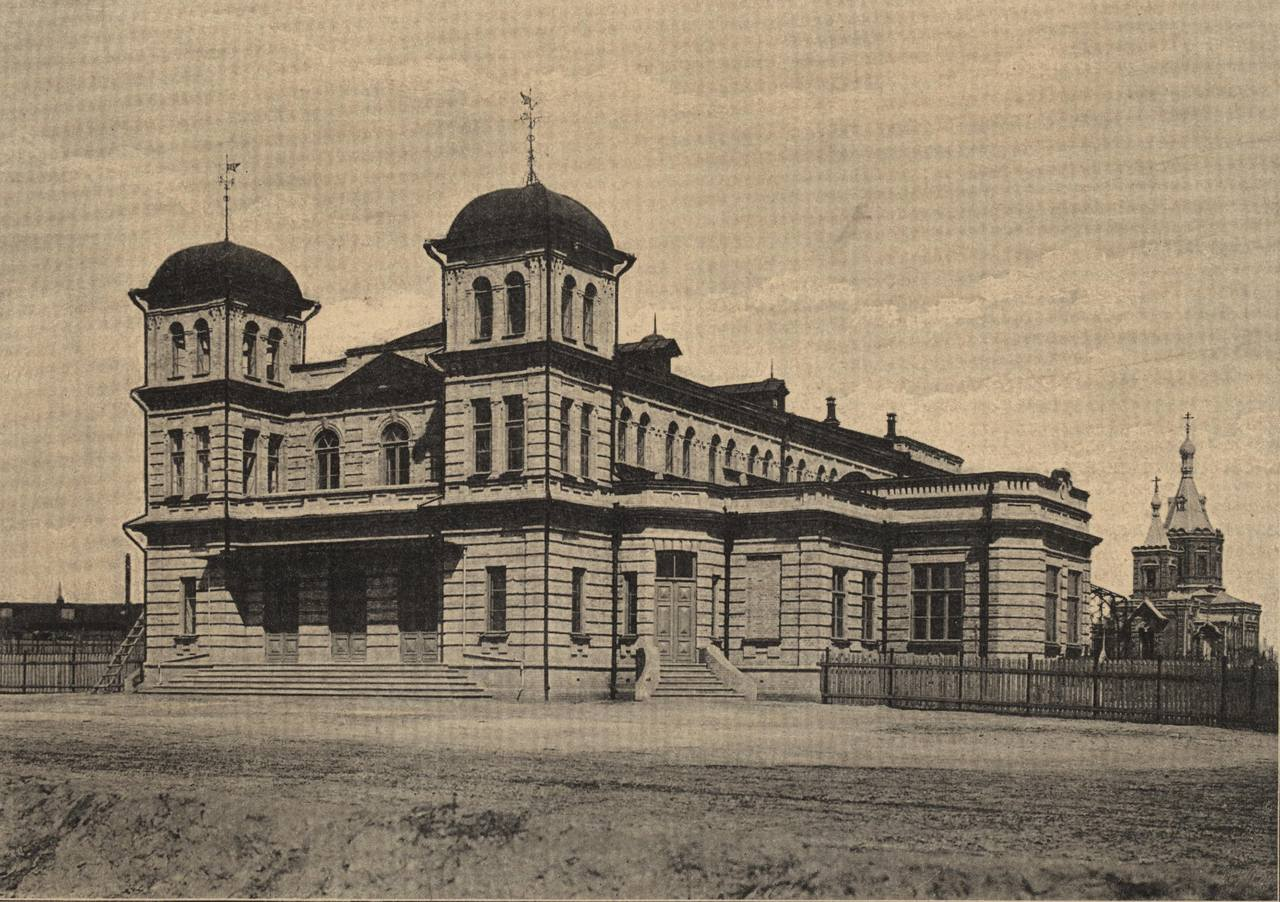
Будівля театру на початку XX століття

- 1900 р. З ініціативи та за підтримки Ігнація Ясюковича — директора-розпорядника Дніпровського металургійного заводу, побудована Народна аудиторія. Саме цей будинок став згодом головною театральною спорудою міста.
- 1900-1917 рр. — В Народній аудиторії показують спектаклі гастролюють професійні трупи і ентузіасти-аматори з середовища робітників і службовців. Постановки українських, польських і російських театральних гуртків користуються величезним успіхом.
- 1920-1935 рр. — На базі самодіяльної театральної групи під керівництвом Н. Лопатецького за ініціативою працівників Дніпровського заводу М. Малкіна і Р. Мамонтова організується Театр робочої молоді, який діє до 1930 р.
- 8 жовтня 1935 р. — у Кам'янському відкритий Театр російської драми ім. М. М. Хатаєвича. Художнім керівником театру призначений Петро Кастальський.
- 1935-1937 рр. — Новий театр успішно працює. Поставлено 10 прем'єр з п'єсами радянських драматургів, російської та зарубіжної класики. Творчий та обслуговуючий склад поповнено до 100 осіб.
- 1937 р. — р. Кам'янське перейменовують в Дніпродзержинськ. Мендель Хатаєвич (керівник обласної партійної організації) оголошено троцькістським шпигуном і заарештований, його ім'я зникає з назви театру. Тепер Дніпродзержинський театр російської драми носить ім'я Тараса Шевченка. Художнє керівництво переходить до П. Алексєєва.
- 1940 р. — художнім керівником театру стає відомий український режисер театру і кіно, учень легендарного Леся Курбаса Борис Тягно.
- 1941 р. У зв'язку з початком Німецько-радянської війни трупа театру евакуйована в Казахстан. Місто окуповане гітлерівцями.
- 1941 — 1944 рр. — Дніпродзержинський театр російської драми ім. Т. Шевченка інтенсивно працює в евакуації, спочатку в Леніногорську (сучасна назва — Ріддер), а потім в Гур'єві (сучасна назва — Атирау). За три роки створюється 33 нових вистави.
- 1941 -- 1943 рр. — в окупації діє Кам'янський театр української драми ім. Т. Шевченка, який очолював учень Леся Курбаса Федір Гладков [1].
- 1944 р. — Театр повертається у визволене місто вже без Тягно, якого призначили художнім керівником Одеського українського театру.
- 1949 р. — Трупу Дніпродзержинського театру російської драми переводять у м. Кривий Ріг, а в будівлі колишньої Народної аудиторії в тому ж році поселяється Дніпропетровський обласний пересувний український театр, який відповідно перейменовують в Дніпродзержинський.
- 1956 р. — Дніпродзержинському пересувному українському драматичному театру присвоєно ім'я Лесі Українки.
- 1956 — 1962 рр. — Театр гастролює мало не у всіх великих містах України, виїжджає в Росію і Білорусь. У Дніпродзержинську на його виставах завжди аншлаги. Головний режисер театру — заслужений артист УРСР Петро Аведиков-Авдієнко.
- 1962 р. У зв'язку з виходом постанови Радянського уряду про скорочення кількості міських театрів, Дніпродзержинський український драматичний театр ім. Лесі Українки припиняє своє існування.
- 19 червня 1979 р. – Виходить постанова Ради Міністрів УРСР про створення в 1980 році музично-драматичного театру р. в Дніпродзержинську.
- 1980 р. — Проводиться реконструкція будівлі, в якій беруть участь більше 10 підприємств міста. Головним режисером нового театру призначений заслужений артист України Семен Терейковський. Для формування трупи оголошений Всесоюзний творчий конкурс.
- 18 лютого 1981 р. — Дніпродзержинський музично-драматичний театр відкривається прем'єрою музичної вистави «Темп-1929» за мотивами п'єс Н. Погодіна.
- 1981 — 1990 рр. — час бурхливого становлення. Змінюються головні режисери. Ісаак Дубів (1982—1983 рр.) прагне до постановок з актуальною проблематикою, до сценічного експерименту. Заслужений артист України Микола Мальцев (1983—1988 рр.) тяжіє до традиційного реалістичного, психологічного театру. Геннадій Піменов (1988—1990 рр..) приділяє увагу, насамперед, серйозним, гостросоціальним, сучасних проблемним п'єсам. Театр багато гастролює, виїжджаючи майже в усі обласні центри України, а також до багатьох великих міст Росії, Білорусі, Молдови, Казахстану, Литви.
- 1990 р. — головним режисером театру стає Сергій Чулков. У репертуарній політиці він робить акцент на постановку класичної драматургії.
- 1993 р. з ініціативи головного режисера Сергія Чулкова і завідувачкою літературної частини Л. Костенко на базі театру заснований театральний фестиваль «Класика сьогодні».
- 1995 р. — будівля поставлена на капітальний ремонт. Через економічні труднощі, яких зазнала країна, припиняється фінансування театру, не виплачується зарплата, немає грошей на постановки. Майже не з'являються нові вистави. З театру йде багато талановитих творчих людей. У їх числі C. А. Чулков
- Осінь 1997 р. — директором театру призначена заслужена артистка Казахстану Маргарита Кудіна. На посаду художнього керівника повертається Сергій Чулков. За підтримки міської влади, а також фінансової та практичної допомоги підприємств міста (і особливо ДМКД) ремонт завершується.

Перша прем'єра в оновленому театрі — поставлена С. Чулковим - трагедія Ф. Шиллера «Марія Стюарт». Класичний репертуар поповнюється комедією Лопе де Вега «Винахідлива закохана», драмою Лесі Українки «Камінний господар». Ставляться сучасні комедії і драми, з'являється великий репертуар для дітей.
- 2000 р. — Дніпродзержинському музично-драматичному театру повернуто ім'я Лесі Українки.
- 2000-2010 рр. — після пережитих труднощів театр знаходить «друге дихання».

Завдяки трьома випусками спеціальних «дніпродзержинських» акторських курсів Дніпропетровського театрально-художнього коледжу (2002-го, 2006-го, 2010-го років) оновлюється творчий склад. Багато з вистав театру мають резонансний успіх, нагороджені відзнаками престижних театральних фестивалів і конкурсів. І все ж головний критерій успіху для всіх, хто служить у Театрі ім. Лесі Українки — це любов і визнання дніпродзержинців.
- Квітень 2012 р. — Дніпродзержинському музично-драматичного театру ім. Лесі Українки присвоєно статус академічного.

## Творчий склад театру

### Керівництво театру
- Кудина Маргарита
- Чулков Сергій
- Гебел Лідія
- Карапиш Олена
- Варун Олександр
- Кохан Ірина
- Куров Евген
- Клишина Наталія
- Федорова Ірина
- Двинська Лариса
- Макаров Валентин
- Ерошенко Ілона
- Шульга Ірина
- Генсецький Віталій
- Білоус Алла
- Шевченко Марина

### Артисти драми
- Вертій Анатолій
- Волощенко Олег
- Комарова Світлана
- Лунегова Ніна
- Олексієнко Дмитро
- Аліна Балагура
- Білянська Тетяна
- Футинець Євгенія
- Куксенко Руслан
- Марченко Лілія
- Монастирський Максим
- Нагорний Олександр
- Назаренко Віктор
- Назаренко Дмитро
- Никитенкова-Вертій Світлана
- Петренко Тетяна
- Сороколат Дмитро
- Олександр Тарханов
- Чваркова Ірина
- Шарай Наталія
- Юрченко Марина
- Вітюк Віра
- Константінова Єлизавета

### Артисти балету
- Ададуров В'ячеслав
- Багдеева Аліна
- Зубко Марина
- Котельніков Дмитро
- Маловічко Артем
- Малишева Ілона
- Огір Максим
- Пушкарьов Олександр
- Смірнова Дар'я
- Терехова Ольга
- Фурманець Ганна
- Фурманець Анастасія

### Оркестр
- Березовський Сергій(скрипка)
- Біленко Ольга(саксафон)
- Бохенко Едуард(труба)
- Верещанская-Бохенко Марина(скрипка)
- Володін Олександр(скрипка)
- Володіна Юлія(скрипка)
- Гмирак Лілія(флейта)
- Жидков Єгор(труба)
- Зайцев Володимир(артист оркестру)
- Залевський Олександр(альт)
- Ілляшевич Віра(віолончель)
- Калініна Ольга(скрипка)
- Коваленко Ірина(скрипка)
- Костін Євген(тромбон)
- Махмудов Зафар(кларнет)
- Мельник Ростислав(скрипка)
- Мельников Михайло(скрипка)
- Мороз Наталія(фортепіано)
- Катерина Семенова(скрипка)
- Сухий Ігор(ударні)
- Таранчук В'ячеслав(тромбон)
- Ципуринда Володимир(гітара)

## Вистави

### Вечірні вистави

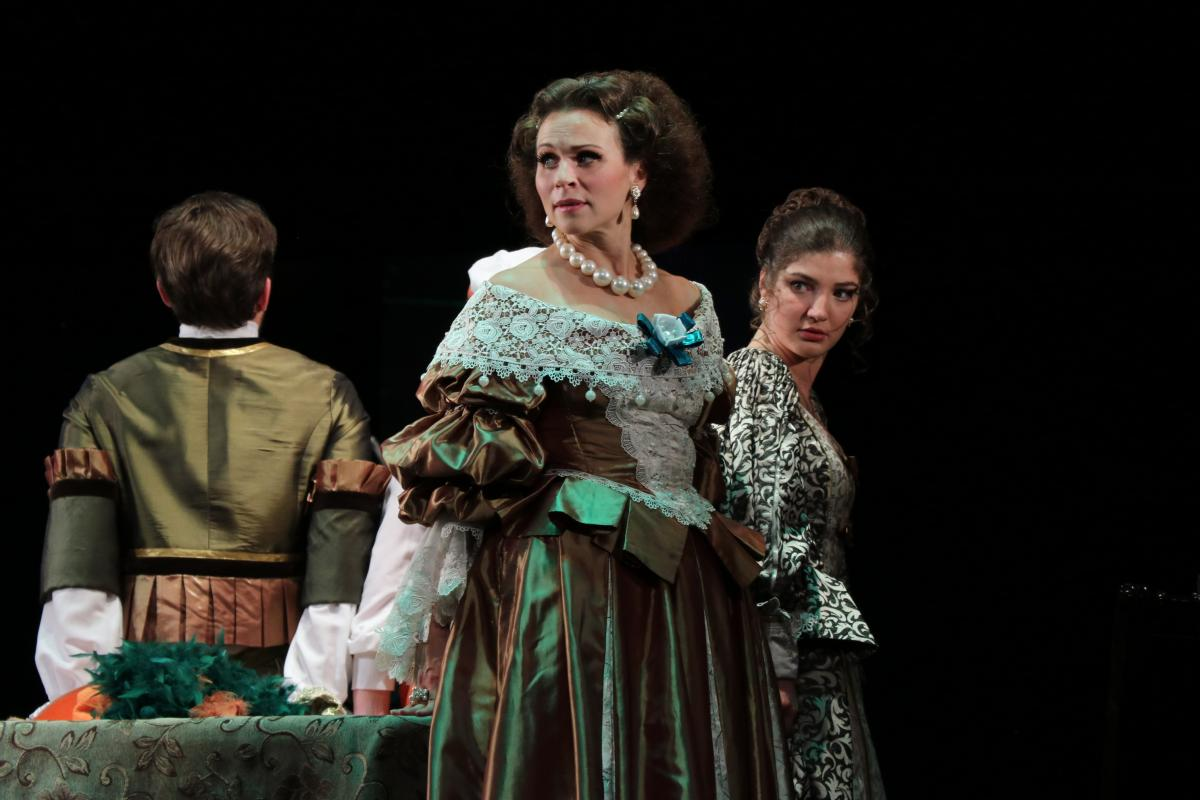
Заслужена артистка України Марина Юрченко у виставі "Тартюф"

- Вистава "Гра у кохання"Заслужена артистка України Марина Юрченко у виставі "Тартюф"Ст. Красногоров, «А ЯКЩО Я ЙОГО ЛЮБЛЮ», весільний переполох в 2-х діях.

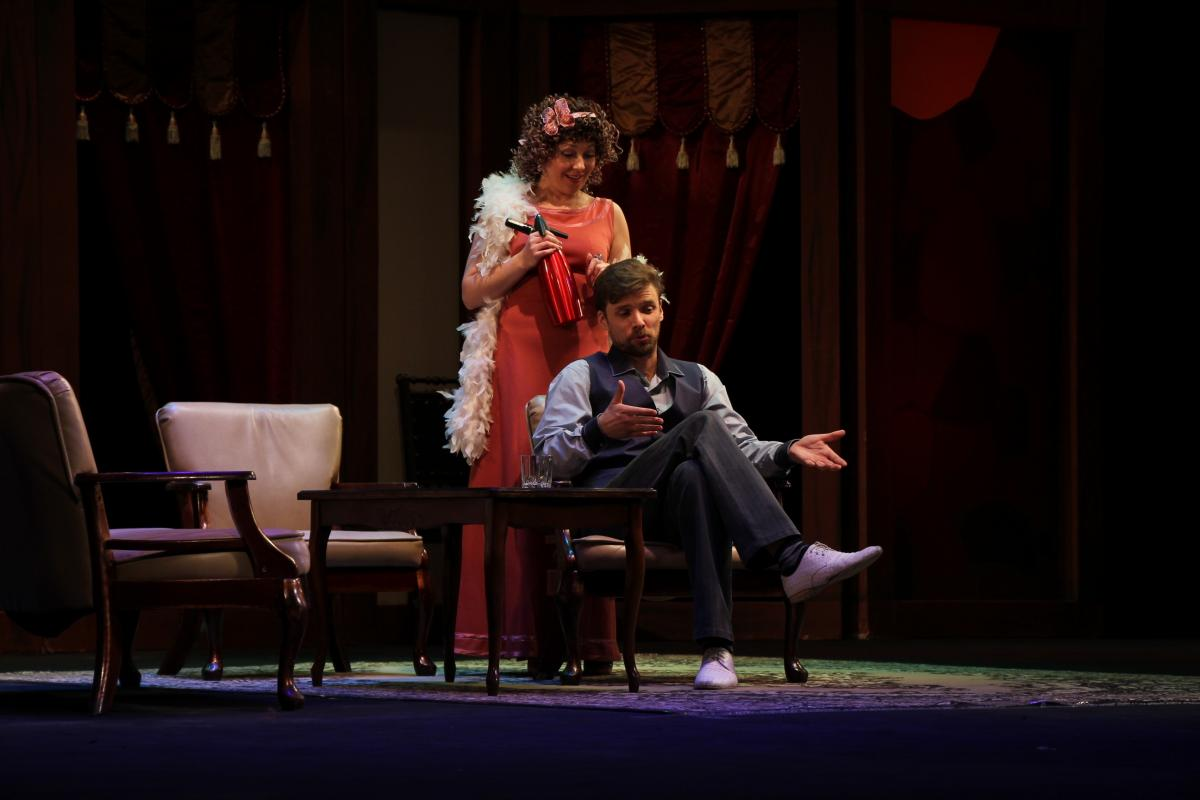
Вистава "Гра у кохання"

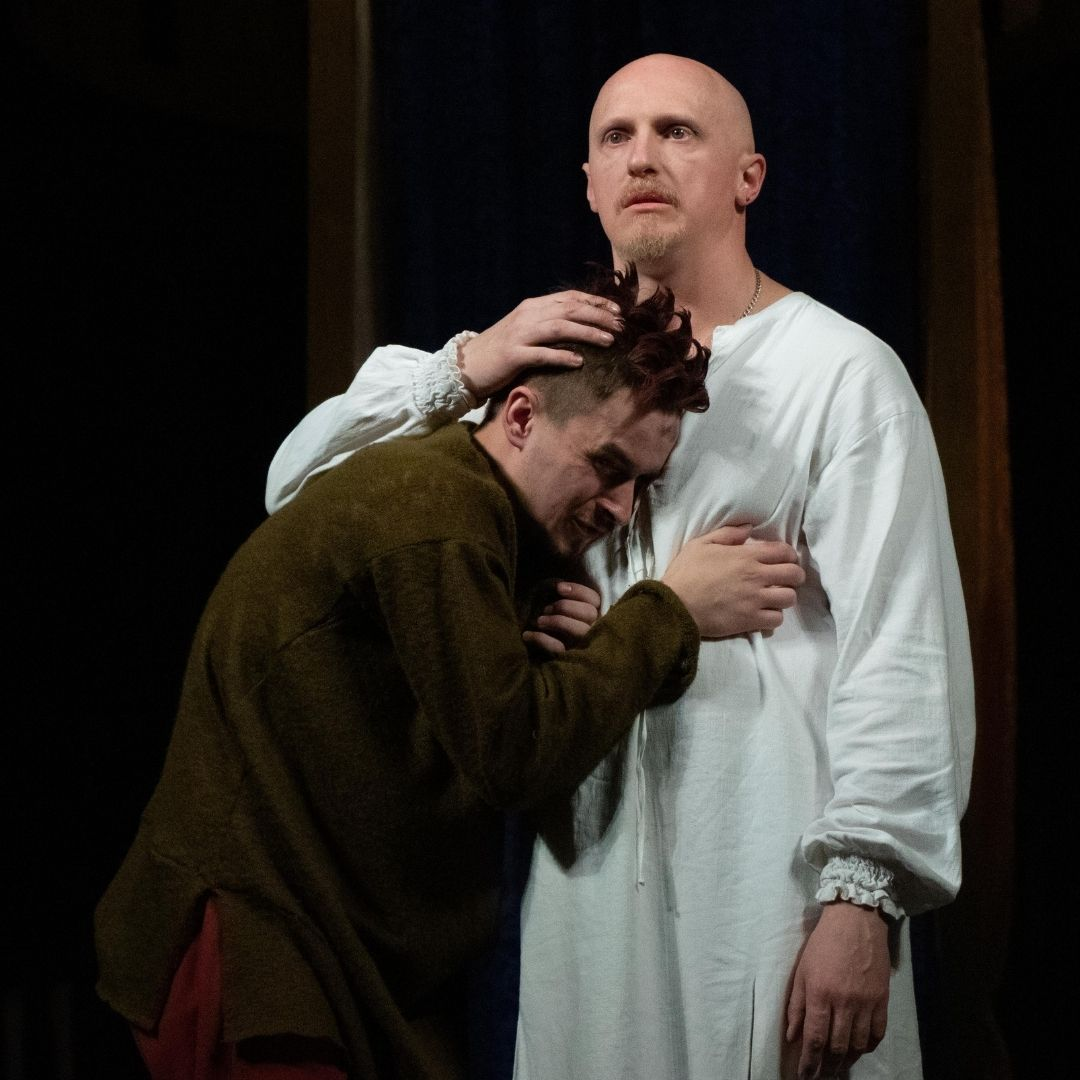
Заслужений артист України Олег Волощенко у виставі "Лев узимку"

- Заслужений артист України Олег Волощенко у виставі "Лев узимку"Н. Саймон, «БІЛОКСІ-БЛЮЗ», гра в солдатики
- К. Маньє, «БЛЕЗ», комедія в 2-х діях з танцями на тему кохання
- Музика Ю. Шевченка, п'єса А. Горіна, «БОЖЕВІЛЬНА СІМЕЙКА, АБО МАЛЮК», кумедне шоу з піснями, танцями та пострілами.
- Р. Тома «ВІСІМ ЛЮБЛЯЧИХ ЖІНОК», детектив в 2-х діях.
- Ст. Шекспір, «ГАМЛЕТ», трагедія в 2-х діях.
- Н.Гоголь, «ОДРУЖЕННЯ», зовсім неймовірна подія.
- Ф. Крец, «ОДРУЖУСЯ НА ЦЬОГО ХЛОПЦЯ», комедія в 2-х діях
- М. Старицький, «ЗА ДВОМА ЗАЙЦЯМИ», музична комедія на 2 дії.
- Р. Горін, «ЗАБУТИ ГЕРОСТРАТА!», трагікомедія на дві дії.
- В. Винниченко, «ЗАКОН», трагіфарс на 2 дії.
- М. Камолетті, «ГРА В КОХАННЯ», комедія в 2-х діях.
- Музика В. Штрауса, лібрето Н. Ердмана, М. Вольпіна, «ЛЕТЮЧА МИША», оперета в 2-х діях
- М. Камолетті, «КОХАНЦІ, АБО ОХ, ВЖЕ ЦЯ ГАННА!», комедія в 2-х діях
- М. Камолетті, «ЛЮБОВ-ЛЮБОВ, АБО ЯК МИ ПОТРАПИЛИ!», ульотна комедія в 2-х діях.
- Ж. Гальсеран, «МЕТОД ГРЕНХОЛЬМ», співбесіда, 18+.
- А. Курейчик, «ОБЕРЕЖНО — ЖІНКИ!», комедія в 2-х діях.
- Е.-Е. Шмітт, «ГОТЕЛЬ ДВОХ СВІТІВ», містична історія в 2-х діях.
- А. Крим «ЗВІДКИ БЕРУТЬСЯ ДІТИ», лірична комедія на 2 х діях.
- М. Ладо «ДУЖЕ ПРОСТА ІСТОРІЯ», трагікомедія на 2 дії.
- Ст. Оксюта, «ПРИВІТ ВАМ НАМИ З ОДЕСИ!», театр-вар'єте.
- Чехов А., «КЕРІВНИЦТВО ДЛЯ БАЖАЮЧИХ ОДРУЖИТИСЯ», жарт у 2-х діях.
- Р. Квітка-основ'яненко, «СВАТАННЯ НА ГОНЧАРІВЦІ», музична комедія на 2 дії.
- В. Кальман, Л. Штейн, Б. Иенбах, «СІЛЬВА», оперета в 2-х діях.
- Ж.-Б. Мольєр, «ТАРТЮФ», комедія в 2-х діях
- А. Цагарели, «ХАНУМА», музична комедія в 2-х діях.
- Р. Хоудон, «ЩО БУЛО, ТО БУЛО, АБО ШИКАРНЕ ВЕСІЛЛЯ», комедія в 2-х діях.
- Р. Квітка-Основ'яненко, «ШЕЛЬМЕНКО-ДЕНЩИК», комедія в 2-х діях.

### Дитячі вистави
- С. Аксаков, «АЛЕНЬКИЙ ЦВЕТОЧЕК», чарівна казка. Казка про те, як доброта і любов творять дива
- В. Федорова, "БАБУШКИНЫ СКАЗКИ ", вистава-гра для веселих і розумних малюків 5+. Це весела музична вистава, де в гості до дітей приходить чарівна Бабуся, яка обожнює розповідати казки.
- Л. Устинов, О. Табаков, «БЕЛОСНЕЖКА И СЕМ ГНОМОВ», музична казка, 5+. Якби не сім братів-гномів, маленька Білосніжка могла б загинути через свою красу.
- А. Варун , «БУ-РА-ТИ-НО», музична казка за мотивами казкової повісті А. Толстого «Пригоди Буратіно, або Золотий ключик». Казкова історія, в якій Золотий Ключик відкриє нам чарівну дверцята у світ дива, ім'я якому — Театр.
- В. Долінкіна, С. Чверкалюк , "ВОЛШЕБНАЯ ДУДОЧКА ", театралізована ігрова програма для дітей, 3+.
- Д. Урбан, «ВСЕ МЫШИ ЛЮБЯТ СЫР», музична казка, 5+. Повчальна казка вельми знайомого сюжету про юних закоханих з ворогуючих родин. На щастя, розв'язка у мишачих воєн — цілком благополучна.
- А. Хайт, «ДЕНЬ РОЖДЕНИЯ КОТА ЛЕОПОЛЬДА», музична казка, 5+.Жарти, вигадки, смішні історії, багато музики і море доброти!
- Р. Х. Андерсен (п'єса Б. Заходера), «ДЮЙМОВОЧКА», музична казка, 5+. Романтична музика, вражаючі декорації і яскраві веселі костюми роблять спектакль по знайомій усім нам з дитинства історії про пригоди маленької дівчинки справжнім святом для дітей і дорослих.
- С. Орлов «ЗОЛОТОЙ ЦЫПЛЕНОК», музична казка. Зворушлива історія про дружбу мрійливого Вовка і довірливого Курчати, яка перевіряється підступністю рудої Лисиці
- Е. Шварц, «ЗОЛУШКА», музична казка, 5+.Казкова історія про вірність, шляхетність, вміння любити, про чарівні почуття, яким ніколи, ніколи не прийде кінець
- Л. Кушковая, «КОЗА-ДЕРЕЗА», казка за народними мотивами, 5+.Сучасна, повчальна, музична казка за народними мотивами, яка переконає, що часто в житті перемагає не той, у кого найбільші біцепси…
- С. Маршак, «КОШКИН ДОМ», музична казка 5+.Весела і мудра казка Маршака навчить хлопців вмінню прощати образи і допомагати всім, хто потрапив у біду.
- Ст. Рабадан, «МАЛЕНЬКАЯ ФЕЯ», казка, 5+.Впоратися з труднощами героям цієї доброї музичної казки повинні допомогти юні глядачі — такі умови…
- В. Чваркова, «ПО ДОРОГАМ ПРИКЛЮЧЕНИЙ», веселий урок-гра, 5+.захоплююча і повчальна історія для розумних дітей
- А. Михайлов, А. Іванов, «РИККИ-ТИККИ-ТАВИ», африканські ігри, 7+. Захоплююча історія про доброго, хороброму мангусте Ріккі-тіккі-таві і підступному змієві-Наге, розказана колись Редьярдом Кіплінгом в «Книзі джунглів»
- В. Чваркова, А. Карапыш, «СКАЗКА ОБ ОГНЕННОМ ДРАКОНЕ», повчальна історія і веселий урок, 5+. Після зустрічі з Вогненним Змієм Малюка і Карлсона довелося вчити правила безпечного поводження з вогнем. А разом з ними — і юним глядачам!
- Б. Сударушкин, Ст. Сударушкин , «СКАЗКА ПРО ЕМЕЛЮ», лялькова вистава, 3+. Будь-яке бажання "Ємелі виконувалося «по щучому велінню», крім одного.
- В. Долінкіна, «СКАЗКИ СТАРОГО ДУБА», музична казка-гра. У цьому веселому і чудовий світ фантазії не працюють закони дорослому житті, тому що тут править Мрія! Головне при зустрічі не забути сказати Одному чарівні слова…
- Е. Шварц, «СНЕЖНАЯ КОРОЛЕВА», казка, 5+.Історія від Великого Казкаря про дружбу, кохання та вірності, переказана для театру чудовим письменником і драматургом Євгеном Шварцем.
- Б. Савельєв, Д. Іванов, Ст. Трофимов, «СОКРОВИЩА КАПИТАНА ФЛИНТА», мюзикл для дітей, які люблять пригоди, 7+. Вирушити в подорож на найкращій в світі шхуні «Іспаньола», домчати до таємничого острова скарбів всього за півгодини, зустрітися з небезпекою лицем до лиця? Йо-хо-хо! Хто ж відмовиться від такої пропозиції!
- Ст. Гирич, «ТРИ ПОРОСЕНКА», музична казка, 3+.Музична казка за мотивами коміксів Уолта Діснея
- Р. Соколова, «ЦАРЕВНА-ЛЯГУШКА», 5+. У деякому царстві, у деякій державі було у Царя три сини. І ось прийшов час одружуватися. Старший із середнім обрали дружину боярську та купецьку дочок. А молодший Іван-царевич… жабу-квакушку. Тут-то все і почалося!
- Е. Т. А. Гофман, «ЩЕЛКУНЧИК И МЫШИНЫЙ КОРОЛЬ», різдвяні фантазії з перетвореннями, танцями і чарівною музикою П. Чайковського, 7+. Нестримна фантазія, чарівний світ дитячих мрій, яскраві хвилюючі образи, глибокі почуття, благородні устремління і неймовірні пригоди полонять серця дітей і дорослих всього світу в цій безсмертній різдвяної історії
- І. Чваркова, О. Варун, «Я — КОТИГОРОШКО!», героїчна пригода

героїчна пригода з піснями і танцями за мотивами української народної казки